# عبد الله كور
عبد الله كور (بالإنجليزية: Abdoulie Corr)‏ هو لاعب كرة قدم غامبي في مركز الدفاع، ولد في 9 يونيو 1982 في بانجول في غامبيا. شارك مع منتخب غامبيا لكرة القدم. أما مع النوادي، فقد لعب مع كوكولان بالوفيكوت ونادي فآسا.

## وصلات خارجية
- عبد الله كور على موقع الاتحاد الدولي (مؤرشف)  (الإنجليزية)
- عبد الله كور على موقع قاعدة بيانات كرة القدم.إي يو (الإنجليزية)
- عبد الله كور على موقع ناشيونال فوتبول تيمز (الإنجليزية)
- عبد الله كور على موقع Soccerway.com (الإنجليزية)
- عبد الله كور على موقع عالم كرة القدم.نت (الإنجليزية)